# Sandstorm
 For alternative betydninger, se Sandstorm (flertydig). (Se også artikler, som begynder med Sandstorm)
En sandstorm eller støvstorm er et meteorologisk fænomen som normalt er i tørre og halvtørre områder hvor vind kan blæse store mængder sand og støv. Disse sandstorme opstår som regel af konvektion i forbindelse med kraftig opvarmning af jordoverfladen, ofte i efter perioder med langvarig tørke.